# Christian Schwartz (Maler)
Christian Schwartz, auch Schwartze, (* 12. Oktober 1645 in Dresden; † 21. Mai 1684 in Reichstädt) war ein kurfürstlich-sächsischer Vizeweinmeister sowie vornehmer Bürger und Maler in der Residenzstadt Dresden.

## Leben
Er war der Sohn des kursächsischen Weinmeisters Nicolaus Schwartz(e), der am 10. Juni 1681 starb. Seine Mutter Maria geborene Danneberger war bereits am 15. Januar 1670 gestorben. Der Diakon Mag. Johann Christoph Schwartz an der Annenkirche zu Dresden war sein Bruder.
Am 14. Oktober 1645 wurde er in der Kreuzkirche in Dresden auf den Namen Christian getauft. Er erhielt seine Schulbildung durch Privatlehrer und als er 16 Jahre alt war, entdeckte er sein Talent für Malerei. Mit Unterstützung eines Freundes seiner Eltern wurde Christian Schwartz im Jahre 1661 nach Hamburg geschickt, wo er beim Kunstmaler Johann Caspar Patenti († 1681) eine Lehre aufnahm, die er nach fünf Jahren erfolgreich abschloss. Im Anschluss daran unternahm er eine mehrjährige  Bildungsreise durch das In- und Ausland, die ihn 1671 u. a. nach Wien führte. Dort wurde er Kammerdiener des kaiserlichen Kämmerers Graf Johann Sebastian von Pötting. Drei Jahre blieb er in dessen Diensten und kehrte 1675 auf Bitten seines Vaters nach Dresden zurück, wo er als Adjunkt seinem als kurfürstlichen Weinmeister tätigen Vater zur Seite stand. 1677 erfolgte durch den Kammerdirektor Johann Georg von Schleinitz seine Bestallung als Vizeweinmeister des Kurfürsten Johann Georg II. von Sachsen. Als solcher war er für Weinbau, Kellerei und die Aufbewahrung des Weines in Dresden und Umgebung, vornehmlich im Amt Dresden, zuständig. Mit dem Tod seines Vaters im Jahre 1681 endete dieses Dienstverhältnis. Fortan widmete sich Christian Schwartz nur noch freischaffend der Kunstmalerei. 
Am 3. Juni 1678 heiratete er Anna Rosina, die Tochter des Dresdner Bürgers und Gastwirts Daniel Gotsch, die ihm einen Sohn und zwei Töchter schenkte. 
Als am dritten Ostertag des Jahres 1684 starker Frost und unmittelbar darauf große Hitze folgte, zog sich Christian Schwartz einen heftigen Husten zu, der zu einer starken Schwächung seines Körpers führte. Als er am zweiten Pfingsttag gemeinsam mit seinem Bruder einen auf dem Land im Osterzgebirge wohnenden Freund besuchen wollte, traf ihm unterwegs auf dem Weg von Dippoldiswalde nach Reichstädt der Schlag. Er wurde von der Straße in das erste benachbarte Haus gebracht und dort sofort in ein Bett gelegt, wo er trotz Verabreichung hochwertiger Medikamente, mit denen ihn der kurfürstliche Hauptmann Christoph von Nostitz versorgte, abends gegen 19 Uhr im Alter von 38 Jahren 7 Monaten und 9 Tagen starb.
Die anlässlich seiner Beisetzung am 1. Juni 1684 in der Frauenkirche in Dresden vom Dresdner Stadtprediger und Senior des Stadtministeriums Christian Lucius gehaltene Leichenpredigt erschien bei Christoph Baumann in Dresden in Druck.